# Nautilocalyx mimuloides
Nautilocalyx mimuloides är en tvåhjärtbladig växtart som först beskrevs av George Bentham, och fick sitt nu gällande namn av Conrad Vernon Morton. Nautilocalyx mimuloides ingår i släktet Nautilocalyx och familjen Gesneriaceae. Inga underarter finns listade i Catalogue of Life.